# Гаяна Дефенс Форс Граунд
„Гаяна Дефенс Форс Граунд“ е футболен стадион в Джорджтаун, столицата на Гаяна.
Намира се намира в северната част на Джорджтаун. Част е от военен комплекс с прилежащи постройки. Самото игрище не е голямо и често служи за тренировъчен лагер на войсковата част. Разположено е на „Висенген роуд“ – голям булевард, койт пресича централната част на столицата. По този път преминава и парадът за Деня на армията – 1 ноември.
Има капацитет от 2000 зрители .